# Vilaine (film)
Ne doit pas être confondu avec Le Vilain.
Pour les articles homonymes, voir Vilaine (homonymie).
Pour plus de détails, voir Fiche technique et Distribution.
Vilaine est un film français réalisé par Jean-Patrick Benes et Allan Mauduit, sorti en 2008.

## Synopsis
Mélanie est une jeune fille au physique atypique, trop gentille pour son propre bien. Elle est serveuse dans une station-service. Son entourage, dont sa voisine Mlle Stanpinski, sa mère, son patron Richard et les pensionnaires de la maison de retraite de sa grand-mère, profitent d'elle et de sa complaisance envers les autres. Elle parle sur un site de rencontre avec un mystérieux prince charmant qui lui laisse des messages romantiques. Mais malheureusement pour elle, il ne s'agit que d'une plaisanterie perverse de sa cousine Aurore, belle jeune femme adulée du garagiste Jonathan, qui joue le rôle du prince dans cette histoire. Aurore, suivie de ses amies et futures demoiselles d'honneur Blandine (fille du maire de leur petite ville) et Jessica, s'amuse de voir courir cette « mocheté » de Mélanie, tout en lui donnant des conseils vis-à-vis de son faux soupirant.
Mélanie finit par s'apercevoir de la manœuvre. À partir de ce moment, tout doit changer pour elle. Elle décide de renverser les rôles ; après avoir martyrisé le chien de sa voisine, elle tente de s'opposer à son patron, mais en pure perte. L'approche frontale ayant échoué à changer sa vie, elle opte pour des manœuvres plus subtiles.
Son patron voulant la renvoyer pour engager une serveuse plus avenante, elle s'arrange pour rédiger elle-même l'offre d'emploi, qui attire l'inspection du travail. Mélanie conserve son poste et dicte désormais ses conditions à son employeur. Déniant tout intérêt aux problèmes des autres, elle conseille à Innocent, l'homme de ménage africain sans papiers employé au noir par son patron, de réclamer auprès de l'État sa régularisation. Aurore et ses amies la persécutant, elle conseille à la naïve Jessica, d'aller tenter sa chance à Paris, dans les jeux télévisés. Le « succès » de la jeune fille, qui passe de plateau en plateau en étalant son inculture, fait la joie des habitants de sa ville d'origine. Blandine, quant à elle, tient un magasin de porcelaines animales, et prévoit, avec l'aide de son père, d'expulser les retraités (dont la grand-mère de Mélanie, la dernière personne à être gentille avec elle) pour récupérer leur bâtiment et le transformer en musée de la porcelaine. Mélanie organise un petit chantage auprès de Blandine, révélant notamment à Aurore que Blandine garde en secret une photo d'un certain Aymeric sur elle ; ce jeune homme, héritier d'une bonne famille, doit justement se marier avec Aurore sous peu.
Si Aurore destitue Blandine de son titre de demoiselle d'honneur, et s'assure de son côté que toutes les preuves de sa propre liaison avec Jonathan disparaissent totalement, Blandine n'a toujours pas cédé. Mais, inquiète des menaces de Mélanie à l'approche de l'expulsion, elle met en sûreté dans un entrepôt toutes ses porcelaines. Hélas pour elle, le soir-même, un éléphant en colère échappé du zoo fait irruption dans l'entrepôt. La police municipale de Ribérac, en patrouille dans le secteur, arrive trop tard pour empêcher le drame. La collection de porcelaine anéantie, l'expulsion des retraités est annulée, et Blandine sombre dans l'alcool.
Mais Mélanie continue tout de même à recevoir des cadeaux et des lettres d'amour, et découvre qu'elles sont envoyées par Innocent. Tombée amoureuse de son admirateur secret, elle court le rejoindre, mais Richard lui apprend qu'il a été arrêté par la police après avoir été dénoncé par Aurore. Elle cherche à le faire libérer, mais Aurore, qui doit se marier le jour-même, fait irruption dans son appartement et tente de la séquestrer pour l'empêcher de nuire à la cérémonie. Après une bagarre violente, Mélanie parvient à s'échapper, tandis qu'Aurore, menottée à un radiateur, arrive tout de même au mariage dans un état lamentable. La cérémonie est interrompue par Jonathan, lui aussi « coaché » par Mélanie, qui lui déclare sa flamme en pleine église. Blandine et Aymeric s'avouent leur amour réciproque, et le mariage est annulé. Aurore repart finalement avec Jonathan.
Quant à Mélanie, elle arrive à l'aéroport d'où Innocent doit être renvoyé dans son pays. Cherchant à empêcher cette expulsion par tous les moyens, elle finit par l'accuser d'être responsable des coups et blessures causées par Aurore. Innocent est arrêté et l'expulsion reportée. Dans la camionnette de police, lui et Mélanie s'enlacent enfin.

## Fiche technique
Sauf indication contraire, les informations mentionnées dans cette section peuvent être confirmées par la base de données cinématographiques IMDb,  présente dans la section « Liens externes ».
- Titre original et québécois : Vilaine
- Réalisation et scénario : Jean-Patrick Benes et Allan Mauduit
- Musique : Christophe Julien
- Décors : Jean-Marc Tran Tan Ba
- Costumes : Pierre Canitrot
- Photographie : Régis Blondeau
- Son : François Groult, Nicolas Waschkowski, Carl Goetgheluck
- Montage : Antoine Vareille
- Production : Fabrice Goldstein et Antoine Rein
  - Production associée : Antoine Gandaubert
- Sociétés de production[1] : Karé Productions, en coproduction avec SND Films et M6 Films, avec la participation de M6, TPS Star et CinéCinéma, avec le soutien de la région Aquitaine et le département de la Dordogne
- Sociétés de distribution[2] : SND Groupe M6 (France) ; Vertigo Films Distribution (ex-Victory) (Belgique) ; A-Z Films (Québec) ; World Dreams (Suisse romande)
- Budget : 3 075 988 €[3]
- Pays de production :  France
- Langue originale : français
- Format[2],[4] : couleur - 35 mm - 1,85:1 (Panavision) - son Dolby SRD
- Genre : comédie
- Durée : 93 minutes
- Dates de sortie[5] :
  - France, Belgique : 12 novembre 2008[6]
  - Suisse romande : 31 décembre 2008[7]
  - Québec : 26 février 2010[8]
- Classification[9] :
  - France : tous publics[10]
  - Belgique : tous publics (Alle Leeftijden)[6]
  - Québec : tous publics (G - General Rating)[8]
  - Suisse romande : interdit aux moins de 7 ans[11]

## Distribution
- Marilou Berry : Mélanie Lupin, serveuse, secrétaire puis pompiste
- Frédérique Bel : Aurore Caillé, cousine de Mélanie
- Pierre-François Martin-Laval : Richard Martinez, patron de la station-service
- Joséphine de Meaux : Blandine Ducharnois, amie bourgeoise d'Aurore
- Liliane Rovère : la grand-mère de Mélanie
- Alice Pol : Jessica, amie d'Aurore et Blandine
- Thomas Ngijol : Innocent, employé sans papier de la station-service
- Chantal Lauby : la mère de Mélanie
- Gil Alma : Jonathan, garagiste de la station-service
- Charles Meurisse : Aymeric, fiancé d'Aurore
- Jean-Claude Dreyfus : le narrateur
- Éric Laugérias : le policier
- Marine Pointeau : Mélanie à 8 ans
- Océane Dufreix : Mélanie à 16 ans
- Julien Lepers : lui-même (caméo)
- Patrice Laffont : lui-même (caméo)
- Emmanuel Garijo : l'homme au Flash Ball
- Joël Pyrène : le client ironique
- Sébastien Careil : un invité du mariage
- Théo Poncé-Ludier : le gamin aux fleurs
- Léa Pelletant : la mère de Blandine
- Isabelle Mazin : Mme Lepinsec, inspectrice du travail
- Alexandre Trijoulet : le prêtre du mariage
- Chantal Ravalec : Mlle Stanpinski
- Stéphane Blancafort : le policier « De Niro » de l'aéroport
- Eric Moncoucut : le policier gentil de l'aéroport
- Juliette Galoisy : la journaliste
- Frédéric Bouchet : le représentant
- Marie Bach : Delphine
- Michel Thébœuf : le petit vieux qui hurle
- Patrick-Edouard Sus : le médecin
- Emile Caillon : la mère de Mélanie jeune
- Flavien Dauvergne : le livreur
- Pénélope Puymirat : une cliente du café Martinez
- Jeff Bigot : un client du café Martinez
- Jérôme Normand : un client du café Martinez
- Claudia Tagbo : la maman à l'aéroport
- Melvina Adegbindin et Dylan Sadikou : des enfants à l'aéroport

## Production

### Attribution des rôles
Les présentateurs télévisés Julien Lepers et Patrice Laffont font une apparition dans le film. Ils jouent leurs propres rôles en présentant les jeux télévisés Questions pour un champion pour le premier, Des chiffres et des lettres et Le Juste Euro pour le deuxième.
C'est le premier rôle dans un film long métrage pour Alice Pol.

## Accueil

### Controverse
Des nombreux points communs ont été notés, lors de la sortie de Vilaine en 2008, avec le Fabuleux Destin d'Amélie Poulain de Jean-Pierre Jeunet, sorti sept années auparavant. Ainsi les deux héroïnes partagent :  
- des noms ressemblants : « Mélanie Lupin » pour Vilaine et « Amélie Poulain » pour le film du même nom ;
- la même profession : serveuse ;
- la même coupe de cheveux.

La structure du film présente aussi des points similaires avec le film de Jeunet :
- la présence d'une voix-off qui présente au spectateur à la fois le passé de l'héroïne et les personnages qui constituent son entourage ; le narrateur est ici Jean-Claude Dreyfus, notamment connu pour le film Delicatessen de Marc Caro et Jean-Pierre Jeunet ;
- les deux films se concluant par l'héroïne trouvant finalement l'amour.

Les dissemblances pourraient même faire penser que Vilaine parodie le film de Jeunet : 
- là où Amélie rend les gens heureux autour d'elle, Mélanie va régler ses comptes et se venger des amis et de l'entourage qui ont profité ou abusé de ses faiblesses ;
- là où Amélie évolue dans un Paris irréel digne d'une carte postale, Mélanie vit dans un petit bourg dont le nom n'est pas précisé.

Jean Tulard parle d'un « portrait d'Amélie Poulain à l'envers », tout comme Paris Match, tandis que les Cahiers du cinéma qualifient le film d'« inoffensif croche-pattes à Amélie Poulain ».

## Distinctions
En 2009, Vilaine a été sélectionné 4 fois dans diverses catégories et a remporté 1 récompense,.

### Récompenses
- Trophées du film français 2009 : Trophée de la première œuvre.

### Nominations
- Césars 2009 : Meilleur jeune espoir féminin pour Marilou Berry.
- Festival du Film d'Agde - Les Hérault du Cinéma 2009 : Meilleur long métrage.

### Sélections
- Festival du Film Francophone de Grèce 2009 : Films en compétition.